# Beš Barmag
Beš Barmag (azerbajdžansko Beşbarmaq, dob. 'Pet prstov') je vzpetina v okrožju Siazan v Azerbajdžanu, nedaleč od Kaspijskega jezera.
Dviga se do 382 m nad morsko gladino in gleda na avtocesto Baku-Quba. Gora je trdna skala in je ena najbolj znanih gora na Kavkazu, znana po svojih mitskih zgodbah. Je sveto mesto, ki ga redno obiskujejo romarji.
Oznake plimovanja na gori pričajo o poplavljanju s taljeno vodo iz severnih ledeniških pokrovov in segajo v konec zadnje ledene dobe. Plima in oseka potrjujeta teorijo o holocenskem odtoku staljene vode iz Črnega morja v Sredozemsko morje, namesto neposrednega vdora morske vode v Črno morje kot posledice globalnega dviga morske gladine. Ocene dviga višine Kaspijskega jezera so med +20 in 30 metri.

## Etimologija
Beseda beshbarmag je iz azerbajdžanskega in turškega jezika prevedena kot pet prstov, saj obrisi gore spominjajo na pet prstov roke.

## Zgodovina
Gora je zaradi svoje višine in oblike odlična orientacijska točka za pomorščake že od nekdaj. Za goro so ruševine starodavnega mesta Khursangala.
Ob vznožju gore Beš Barmag je sveti kraj Pir Khydyr Zundzha, kjer se popotniki ustavijo za molitev in čaščenje.

## Miti in legende o Beš Barmagu
Po legendi je prerok Khyzyr (Khydyr) v iskanju eliksirja življenja obiskal bližino gore, kjer je v podzemnem kraljestvu našel vir "žive vode". Ko je pil iz njega, je pridobil nesmrtnost, zato so ta kraj začeli imenovati po njegovem imenu - Khyzyr Zindei (Khyzr-Zinda).
Po eni različici se je Zul-Qarnain obrnil na Khyzyr v iskanju žive vode. Prerok ga je odpeljal do dveh izvirov, kjer je iz enega teklo mleko, iz drugega pa kalna voda. Iskanderju je dovolil piti samo iz enega vira. Izbral je mleko. Khyzyr je pil blatno vodo, zahvaljujoč kateri je pridobil nesmrtnost.
Na vrhu gore izvira izvir. Po legendi so to solze preroka, ki so viru prenesle zdravilno moč. Ozka spolzka pot vodi do vrha gore. Po legendi bo človek s čistimi mislimi prehodil to pot brez posebnih težav, slab pa lahko pade skozi razpoke. Kdor pride do izvira, se mu mora želja uresničiti.